# 小平市立小平第一小学校
小平市立小平第一小学校（こだいらしりつこだいらだいいちしょうがっこう）は、東京都小平市にある公立小学校である。

## 沿革
- 1873年（明治6年）6月 - 小川妙法寺に、協同学舎創設[1]。
- 1880年（明治13年）3月 - 小川小学校と改称。
- 1888年（明治21年）3月 - 初めて卒業証書を授与。
- 1892年（明治25年）4月 - 第一小平尋常小学校と改称。
- 1895年（明治28年）3月 - 小平村立第一尋常小学校と改称。
- 1897年（明治30年）2月 - 小平村立第一小平尋常小学校と改称。
- 1909年（明治42年）12月 - 校舎新築。小平尋常小学校創立。8日を開校記念日と定めた。
- 1929年（昭和4年）2月 - 小平村立第一小平尋常高等小学校と改称。
- 1936年（昭和11年）6月 - 校旗制定（月桂樹の校章）。
- 1941年（昭和16年）4月 - 国民学校令により、小平村立小平第一国民学校と改称。
- 1944年（昭和19年）2月 - 小平村の町制施行により、小平町立小平第一国民学校と改称。
- 1947年（昭和22年）4月 - 学制改革により、小平町立小平第一小学校と改称。
- 1956年（昭和31年）4月 - 本校から独立し、小平第四小学校開校。
- 1960年（昭和35年）4月 - 本校から独立し、小平第六小学校開校。
- 1962年（昭和37年）
  - 10月 - 小平町の市制施行により、小平市立小平第一小学校と改称。
  - 11月 - 校歌制定。（作詞:土屋忠司、作曲:中田喜直）
  - 12月 - 学校給食開始。
- 1963年（昭和38年）12月 - 創立90周年記念式典挙行。
- 1968年（昭和43年）5月 - 本校から独立し、小平第十二小学校開校。
- 1969年（昭和44年）8月 - プール完成。
- 1972年（昭和47年）3月 - 新校舎完成。
- 1973年（昭和48年）
  - 5月 - 体育館完成。
  - 8月 - 体育館への渡り廊下完成。
  - 10月 - 岩石園、方位盤、飼育小屋完成。
  - 12月 - 創立100周年記念式典挙行。
- 1975年（昭和50年）
  - 2月 - 理科室・音楽室増設。
  - 4月 - 若竹学級開設。
- 1983年（昭和58年）11月 - 創立110周年記念式典挙行。
- 1988年（昭和63年）10月 - 校舎大改修（工作室・絵画室等新設）。
- 1989年（平成元年）11月 - 校舎大改修（ゆめの広場・ランチルーム等新設）。
- 1993年（平成5年）12月 - 創立120周年記念式典挙行。
- 1994年（平成6年）4月 - 自然観察池完成。
- 1996年（平成8年）12月 - 体育館床改修。
- 1998年（平成10年）9月 - PTA50周年記念「麦生コンサート」開催。
- 2000年（平成12年）
  - 3月 - 体育館屋根改修。
  - 10月 - パソコンルーム設置。
- 2003年（平成15年）4月 - 本校より分離し、小平第十二小学校けやき学級創設。
- 2004年（平成16年）11月 - 創立130年記念式典挙行。
- 2006年（平成18年）10月 - 校舎耐震補強及び外壁塗装実施。
- 2011年（平成23年）2月 - エレベーターとバリアフリートイレを設置。
- 2013年（平成25年）
  - 2月 - 太陽光発電設備設置。
  - 10月 - 校舎内冷房設備設置。
- 2014年（平成26年）4月 - 創立140周年記念式典挙行。
- 2015年（平成27年）4月 - 体育館床張替工事。
- 2016年（平成28年）2月 - 防災用マンホールトイレ設置。
- 2018年（平成30年）2月 - 中庭・備蓄倉庫整備。
- 2019年（平成31年）1月 - 南道路・正門前整備。
- 2021年（令和3年）
  - 4月 - GIGAスクール構想により、情報端末を全児童に配布。
  - 9月 - ホームページ更新。

## 通学区域
- 上水新町2丁目（3番～28番）・上水新町3丁目・たかの台・小川町1丁目（846番～2479番、3401番～3415番）・津田町1丁目（1番～19番）[2][3]
  - ただし、上水新町2丁目（3番～19番）は、通学区域に関する調整区域として、小平市立小平第十二小学校へ通学可能[4]。

## 進学先中学校
- 小平市立小平第五中学校[5][3]

## アクセス
- 都営バス「梅70」系統で、「小平第一小学校前」バス停下車[6]。
  - 西武鉄道池袋線花小金井駅・西武鉄道多摩湖線青梅街道駅・JR東日本武蔵野線新小平駅から、上述の都営バス「梅70」系統に乗車し、「小平第一小学校前」バス停下車。
- 西武鉄道国分寺線鷹の台駅から、徒歩約730m・約12分。

## 学校周辺
- 東京都道5号新宿青梅線
- 西武鉄道国分寺線 - 線路はすぐそばを通るが、鷹の台駅は少し離れている。
- こぶし児童公園
- 根古坂公園